# Bembé do Mercado
O Bembé do Mercado, também conhecido como Candomblé de rua, é uma festividade religiosa afro-brasileira, que ocorre anualmente no dia 13 de maio na cidade de Santo Amaro, no estado da Bahia, desde 1889, para celebrar a Abolição da Escravatura.
A celebração reune vários terreiros de candomblé, que realizam uma grande cerimônia no Largo do Mercado Municipal.
É um patrimônio cultural imaterial estadual, tombado pelo Instituto do Patrimônio Artístico e Cultural da Bahia (IPAC), sob o Decreto Estadual de nº 14.129/2012. E foi inscrito no Livro de Registro das Celebrações, pelo Instituto do Patrimônio Histórico e Artístico Nacional (IPHAN), na data de 13 de junho de 2019.

## História
No dia 13 de maio de 1889, o pai de santo João de Obá, juntamente com seus filhos e filhas de santo e pescadores da cidade, saem às ruas para comemorar um ano de liberdade, da Abolição da Escravatura, para homenagear os orixás pela conquista e ofertar presentes para Mãe D'água. As celebrações eram realizadas na Ponte de Xaréu, que na época, era a parte central e importante da cidade. As vielas, onde os libertos moravam, eram enfeitadas com bandeirinhas e lanternas e as festas com samba aconteciam durante toda a noite.
Entre os anos de 1936 e 1938, o Mercado Municipal foi demolido e reconstruído, e passou o ser um centro comercial importante de Santo Amaro. O Bembé passou a ser celebrado no Largo do Mercado Municipal, com o ogã Menininho comandando as festividades, desde a década de 1920. As celebrações eram custeadas com a passagem do "Livro de ouro", que recebia as contribuições de pescadores, comerciantes, pais e mães de santo e filhos e filhas de santo e simpatizantes do evento.
Na década de 1950, por perseguições à religiões afro-brasileiras, o Bembé por alguns anos não pode ser realizado no Largo do Mercado ou qualquer local público. A celebração da Abolição da Escravatura era comemorada dentro do Terreiro 13 de Maio, ao comando de Pai Tidu, e os pescadores continuavam a entregar presentes a Mãe D'água. No ano de 1958, as festividades retornaram para o Largo do Mercado, ainda sob o comando de Pai Tidu, que incluiu preceitos e rituais na comemoração, proibiu bebidas alcoólicas nos rituais e o evento passou a ser mais ordenado, atraindo pessoas das cidades vizinhas para a celebração.
No ano de 1966, a Prefeitura passou a contribuir financeiramente para o evento e contratou a professora Zilda Paim como supervisora, onde tinha a função de liberar a festa, autorizar a homenagem ao orixá, assim como decidir os dias e os horários dedicados aos ritos.
No ano de 1995, Pai Tidu adoeceu e, mesmo hospitalizado, fez sua última contribuição para o evento. Entre os anos 1996 e 2005, foram muitas as trocas de pais e mães de santo no comando da festa. Em 2006, Pai Pote passou a comandar o evento e o atualiza politicamente desde as negociações com a prefeitura até a escolha das homenagens.

## Festividades
Os festejos acontecem na quarta-feira, quinta-feira e sábado. Sexta-feira não pode ter Xirê por ser dia de Oxalá e domingo é a entrega do presente à Mãe D´água.

### 1.º dia
Dia de homenagem a Xangô. Na madrugada de quarta-feira é erguida a cumeeira. Na ornamentação da cumeeira, que tem como dono o orixá Xangô, é colocada no alto, uma escultura masculina esculpida em madeira, representando o orixá, dois machados e vasilhas e moringas com os axés de Xangô. É decorada com laços e abí. No mastro é colocado uma bandeira branca, associada a Oxalá e a Orunmilá. E são penduradas bandeirolas brancas, associadas a Oxalá. Na parede do barracão, são colocadas talas de dendê. Na porta de entrada são colocados as tiras de marió (folhas de dendê) de Ogum, folhas de aroeira, akoko, muirici, entre outras. No lado direito do barracão é montado a casa de Iemanjá.
Os iniciados fazem os rituais de abertura, acompanhados do Pai de santo. Jogam água no chão, pedindo licença e reverenciando Onilé, o dono da terra. As oferendas são ofertadas e depois enterradas no chão. Todo o ritual é acompanhado por cantigas. E logo após o Pai de santo ter feito o despacho a Exu, o primeiro Xirê é realizado. Nos Xirês do Bembé não há incorporação, por se tratar de uma cerimônia pública.
Na quarta-feira às vinte horas, o Pai de santo forma a roda de Xirê e é tocada sete músicas, cada uma para um orixá específico. No toque de Xangô, é ofertado as oferendas. Nesta hora soltam-se fogos e tocam o alujá, toque ritual de Xangô e entra o amalá, levado por uma mulher de Iansã que dá três voltas no barracão e deposita esta oferenda no pilão, perto da cumeeira. A celebração termina em torna da meia noite e meia.

### 2.º dia
Dia de homenagem a Oxóssi. Quinta-feira à noite, o Pai de santo forma a roda de Xirê e toca o agueré, em saudação a Oxóssi. Uma filha de santo de Oxum leva o ashoshô e coloca em cima de folhas no pé da cumeeira. Nessa hora soltam-se fogos e o povo de santo saúda Oxóssi.

### 3.º dia
Dia de Oxalá. Na sexta-feira são retiradas todas as decorações coloridas e permanecem somente as brancas, que simboliza a criação, a pureza, ao silêncio e a paz. Os alimentos do ritual também deve ser brancos, que são colocados nos quatro cantos do barracão em cima e embaixo da cumeeira, nos dois lados na parte de cima da porta de entrada, debaixo dos três atabaques e na casa de Iemanjá. Neste dia não tem Xirê.

### 4.º dia
Dia da chegada dos presente às Yabás. No sábado pela manhã, o barracão é redecorado com as talas de dendê, o mariô, as flores e tecidos brilhosos, dourados, prateados, azulados, sendo estas as cores associadas às Yabás. E em um terreiro da cidade é preparado os fundamentos, comidas e os presentes para as Yabás, em agradecimento pelo sustento e a liberdade. que são colocados em dois balaios, um para Iemanjá e um para Oxum. E também é preparado o Ipetê de Oxum. Todo o preparo dos presentes são acompanhados por cânticos.
Às vinte uma horas, começa a roda de Xirê. No meio do Xirê, quando é tocado para as Yabás, o Pai de Santo entra com um pequeno cortejo, trazendo os balaios, os barquinhos enfeitados e o Ipetê. Soltam-se fogos nessa hora e os balaios são passados, de cabeça em cabeça, começando com as filhas de santo mais antigas para as mais novas. Depois entra o Ipetê acompanhado pelo toque Ijexá e logo após o barco enfeitado. Passado o cortejo, o Xirê retorna para o encerramento com toques para Oxalá. Os balaios, o Ipatê e o barquinho de madeira ficam no barracão, sendo guardado por um filho de santo.

### 5.º dia

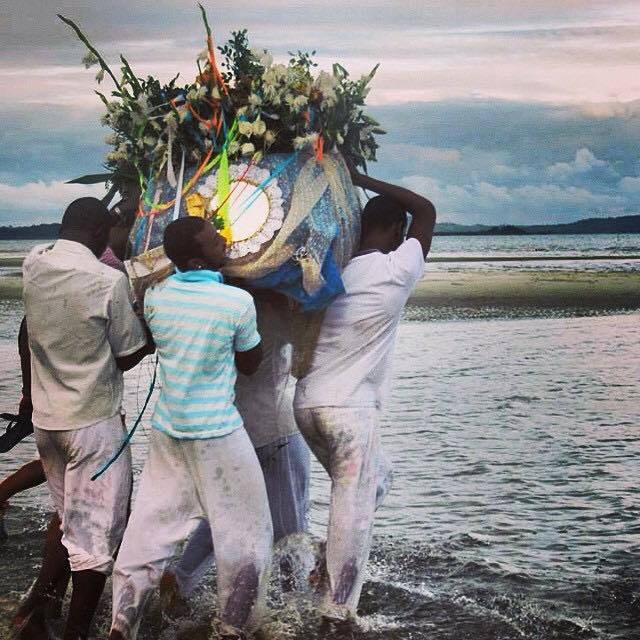
Presente para Iemanjá

Dia da entrega dos presentes às Yabás. Na manhã de domingo, o Xirê é iniciado para o despacho do Exu. Durante a roda, tem corte de bolo com rezas específicas. As primeiras fatias são colocadas nos balaios das Yabás e o restante é oferecido as pessoas presentes. Os ogãs colocam os balaios em carros que percorrerão por lugares que fazem parte da história do Bembé. Contorna-se por três vezes Igreja de Nossa Senhora da Purificação, passa em frente do terreiro de Mãe Lídia, em frente do terreiro de Pai Pote e segue para a praia de Itapema. Os atabaques são tocados durante todo o percurso. Na praia, o povo de santo e simpatizantes saúdam e reverenciam Iemanjá, os balaios são colocados em canoas para o Pai de santo e ogãs levarem para alto mar, os presentes só são colocados no mar quando a maré está enchendo. O ipatê de Oxum é retirado do balaio e colocado em um rio. Os filhos de santo voltam para o barracão, cantam para Oxalá e batem o paô para avisar que o Bembé está oficialmente encerrado.